# Cấu trúc và bộ gen của HIV
Bộ gen và protein của HIV (virus gây suy giảm miễn dịch ở người) là chủ đề của nghiên cứu sâu rộng kể từ khi phát hiện ra virus này vào năm 1983. "Trong quá trình tìm kiếm tác nhân gây bệnh, ban đầu người ta tin rằng virus này là một dạng của virus ung thư bạch cầu tế bào T ở người (HTLV), vào thời điểm đó được biết đến có ảnh hưởng đến hệ thống miễn dịch của con người và gây ra các bệnh bạch cầu nhất định. Tuy nhiên, các nhà nghiên cứu tại Viện Pasteur ở Paris đã phân lập được một loại retrovirus chưa được biết đến và khác biệt về mặt di truyền ở bệnh nhân AIDS mà sau này được đặt tên là HIV. "  Mỗi virion bao gồm một màng bọc virus và ma trận liên quan bao quanh một capsid, nó chứa hai bản sao của bộ gen RNA chuỗi đơn và một số enzyme. Việc phát hiện ra virus này đã xảy ra hai năm sau báo cáo về các trường hợp mắc bệnh AIDS đầu tiên.

## Cấu trúc
Chuỗi hoàn chỉnh của bộ gen HIV-1, được chiết xuất từ virion truyền nhiễm, đã được giải quyết thành phân giải nucleotide đơn. Bộ gen HIV mã hóa một số lượng nhỏ protein virut, luôn thiết lập mối liên kết hợp tác giữa các protein HIV và giữa các protein HIV và vật chủ để xâm chiếm tế bào chủ và chiếm quyền điều khiển tế bào của chúng.
HIV có cấu trúc khác với các retrovirus khác. Virion HIV có đường kính ~ 100 nm. Vùng trong cùng của nó bao gồm một lõi hình nón bao gồm hai bản sao của bộ gen ssRNA (cảm giác tích cực), enzyme phiên mã ngược, integrase và protease, một số protein nhỏ và protein lõi chính. Bộ gen của virus gây suy giảm miễn dịch ở người (HIV) mã hóa 8 protein virut đóng vai trò thiết yếu trong vòng đời của HIV.

Sơ đồ HIV

HIV-1 bao gồm hai bản sao RNA đơn chuỗi không liên kết, không ghép nối, ý nghĩa dương được bao bọc bởi một capsid hình nón bao gồm protein p24 của virus, điển hình của lentivirus. Thành phần RNA dài 9749 nucleotide  và có nắp 5 ' (Gppp), đuôi 3' poly (A) và nhiều khung đọc mở (ORF). Các protein cấu trúc virus được mã hóa bằng các ORF dài, trong khi các ORF nhỏ hơn mã hóa các bộ điều chỉnh của vòng đời của virut: đính kèm, hợp nhất màng, sao chép và lắp ráp.  

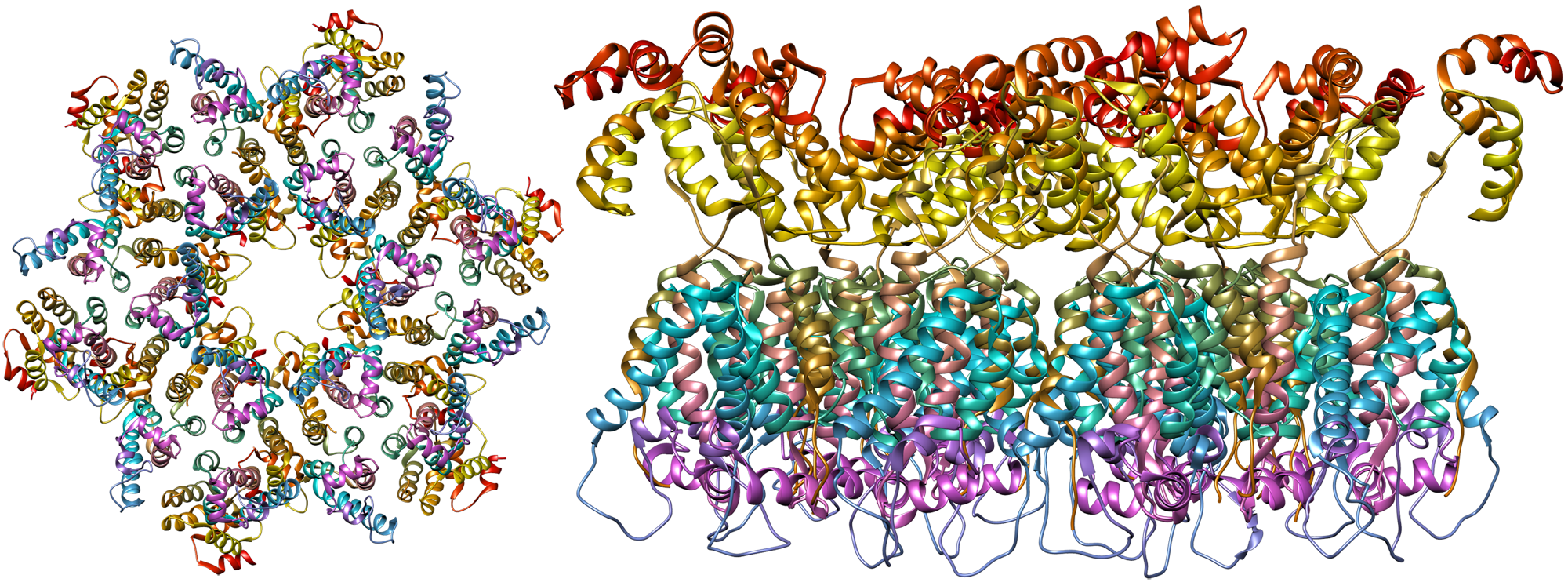
Cấu trúc của capsid HIV-1 chưa trưởng thành trong các hạt virus còn nguyên vẹn

RNA chuỗi đơn này có liên kết chặt chẽ với protein nucleocapsid p7, protein lắp ráp muộn p6 và các enzyme cần thiết cho sự phát triển của virion, chẳng hạn như transcriptase ngược và integrase. Lysine tRNA là chính của enzyme sao chép ngược phụ thuộc magnesi. Nucleocapsid liên kết với RNA genomic (một phân tử trên hexamer) và bảo vệ RNA khỏi bị các nuclease tiêu hóa. Cũng nằm trong hạt virion là Vif, Vpr, Nef và protease virus. Một ma trận bao gồm sự liên kết của protein virut p17 bao quanh capsid, đảm bảo tính toàn vẹn của hạt virion. Điều này lần lượt được bao quanh bởi một phong bì có nguồn gốc tế bào chủ. Màng bọc được hình thành khi capsid chồi ra từ tế bào chủ, và lấy đi một số màng tế bào chủ. Màng bọc bao gồm glycoprotein gp120 và gp41, chịu trách nhiệm liên kết và xâm nhập vào tế bào chủ.
Là protein duy nhất trên bề mặt của virus, glycoprotein bao (gp120 và gp41) là mục tiêu chính cho các nỗ lực chế tạo vắc-xin HIV. Hơn một nửa khối lượng của lớp vỏ bọc trimeric là glycans liên kết N. Mật độ cao khi các glycan che chắn protein virus bên dưới khỏi sự trung hòa bằng kháng thể. Đây là một trong những phân tử glycosyl hóa dày đặc nhất được biết đến và mật độ đủ cao để ngăn chặn quá trình trưởng thành bình thường của glycans trong quá trình sinh học trong bộ máy endoplasmic và Golgi. Do đó, phần lớn các glycan bị ngưng trệ là glycans 'mannose' chưa trưởng thành thường không có trên glycoprotein người được tiết ra hoặc trên bề mặt tế bào. Việc xử lý bất thường và mật độ cao này có nghĩa là hầu như tất cả các kháng thể trung hòa rộng rãi đã được xác định cho đến nay (từ một tập hợp bệnh nhân đã bị nhiễm bệnh trong nhiều tháng đến nhiều năm) liên kết với hoặc được điều chỉnh để đối phó với các glycan bao này.
Cấu trúc phân tử của đột biến virus hiện đã được xác định bằng phương pháp tinh thể học tia X  và kính hiển vi điện tử cryo. Những tiến bộ trong sinh học cấu trúc này đã được thực hiện do sự phát triển của các dạng tái tổ hợp ổn định của sự tăng đột biến của virus bằng cách đưa ra một liên kết disubphide interubunit và một isoleucine để đột biến proline trong gp41. Cái gọi là trimers SOSIP không chỉ tái tạo các đặc tính kháng nguyên của đột biến virus bản địa mà còn hiển thị cùng mức độ glycans chưa trưởng thành như được trình bày trên virus bản địa. Các gai virus trimeric tái tổ hợp là ứng cử viên vắc-xin đầy hứa hẹn vì chúng hiển thị ít epitopes không trung hòa hơn so với gp120 monomeric tái tổ hợp có tác dụng ức chế đáp ứng miễn dịch với epitopes đích.